# Lasioglossum natalicum
Lasioglossum natalicum är en biart som först beskrevs av Cockerell 1943.  Lasioglossum natalicum ingår i släktet smalbin, och familjen vägbin. Inga underarter finns listade i Catalogue of Life.